# Sönam Choklang
Sönam Choklang, född 1439, död 1504, var en tibetansk religiös ledare och abbot för Trashilhünpo-klostret i Shigatse. Han erkändes postumt som den andra inkarnationen av Panchen Lama i Gelug-sekten i den tibetanska buddhismen.